# استانداردهای حسابداری و گزارشگری مالی
استانداردهای حسابداری و گزارشگری مالی معیارهایی رسمی و همگانی هستند که از سوی استانداردگذار قانونی وضع می‌شوند و همه شخصیت‌های حسابداری یا واحدهای گزارشگر موظف به رعایت آن‌ها در انجام عمل حسابداری و گزارشگری مالی هستند.

## نهادهای استانداردگذار حسابداری
بین‌المللی
بنیاد استانداردهای گزارشگری مالی بین‌المللی (IFRS Foundation) نهاد رسمی استانداردگذاری حسابداری در گستره بین‌المللی است. این بنیاد از طریق هیئت استانداردهای حسابداری بین‌المللی (IASB)استانداردهای گزارشگری مالی بین‌المللی (IFRS) را وضع می‌کند. این استانداردها در بسیاری از کشورهای جهان پذیرش کامل شده‌اند و شخصیت‌های حسابداری یا واحدهای گزارشگر موظف به رعایت آن‌ها هستند.
آمریکا
در آمریکا، بنیاد حسابداری مالی نهاد رسمی استانداردگذاری حسابداری و گزارشگری مالی است. این بنیاد از طریق هیئت استانداردهای حسابداری مالی (FASB) و هیئت استانداردهای حسابداری دولتی (GASB) استانداردهای حسابداری و گزارشگری مالی را - به ترتیب - برای شخصیت‌های حسابداری یا واحدهای گزارشگر خصوصی و دولتی (ایالتی و محلی - به جز فدرال) وضع می‌کند. استانداردگذاری حسابداری و گزارشگری مالی شخصیت‌های حسابداری یا واحدهای گزارشگر فدرال نیز از سوی هیئت رایزنی استانداردهای حسابداری فدرال (FASAB) انجام می‌شود.
ایران
در ایران، طبق قانون تشکیل سازمان حسابرسی، استانداردگذاری رسمی حسابداری و گزارشگری مالی بر عهده سازمان حسابرسی است. این سازمان استانداردهای حسابداری ملی ایران را از طریق کمیته تدوین استانداردهای حسابداری وضع می‌کند.